# MatematicaMente (rivista)
MatematicaMente è una rivista italiana fondata nel 1998 per  insegnanti, ricercatori e cultori di matematica pura e applicata.

## Caratteristiche
La rivista, fondata nel 1998 da Luciano Corso della sezione veronese della Mathesis,  ha iniziato le pubblicazioni in formato cartaceo mentre successivamente è passata al formato digitale e viene spedita ogni mese in PDF per Posta elettronica. I numeri della rivista, più di trecento, sono disponibili in un archivio on line, completo di  indice . Ogni articolo della rivista  è sottoposto a una procedura anonima di revisione paritaria. Gli argomenti vanno dalle varie discipline matematiche alla fisica, ma trattano anche di statistica, informatica, storia, filosofia, didattica e altro. 
In seguito ai contrasti interni che nel 2019 hanno portato molte sezioni della Mathesis nazionale a rendersi indipendenti , l’Associazione Mathesis di Verona si è staccata dalla Mathesis -Società Italiana di Scienze matematiche e fisiche -
diventando autonoma e indipendente e portando con sé la rivista di sua proprietà. Quindi, ha aderito alla Federazione Italiana Mathesis.

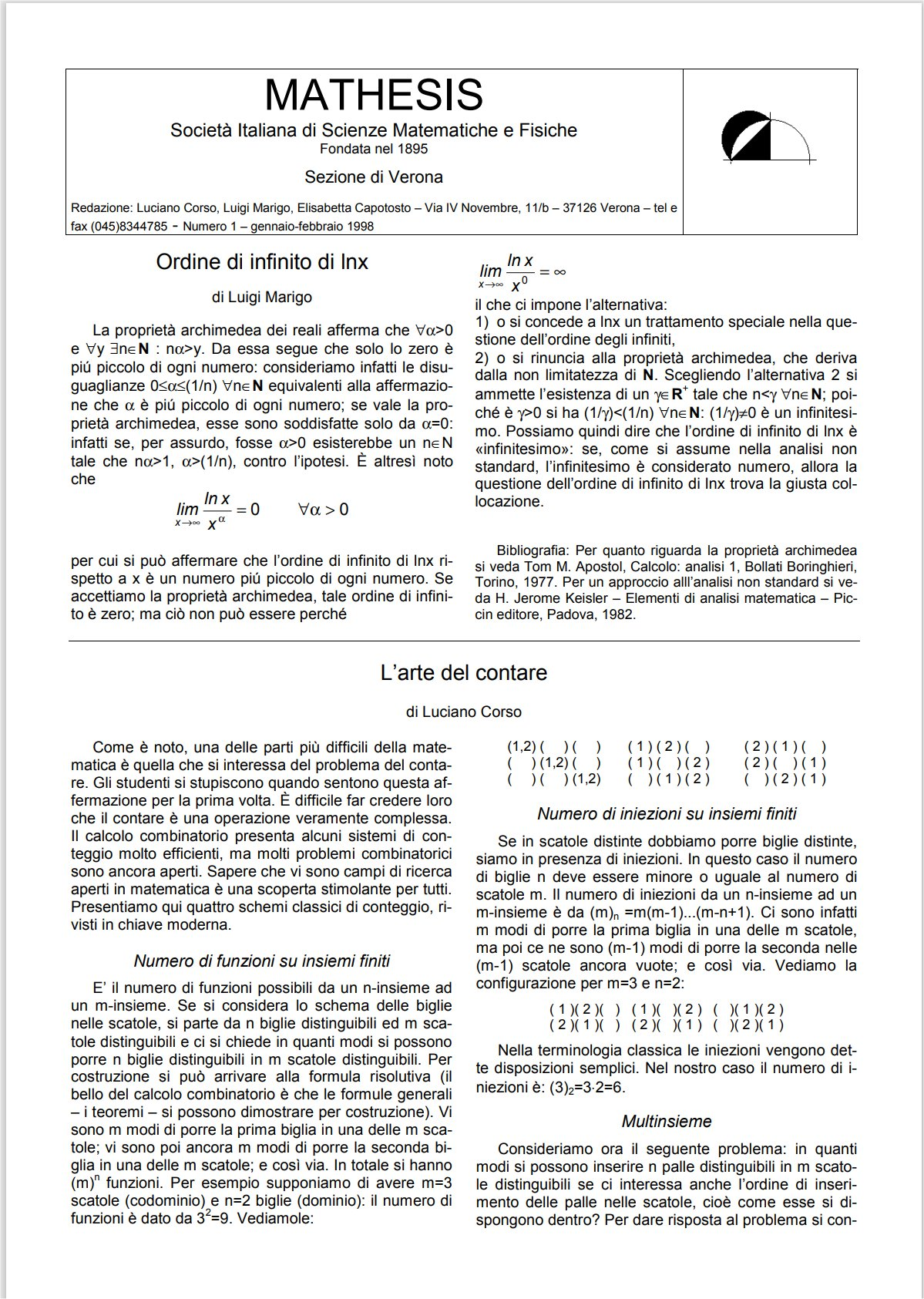
1998, il primo numero della rivista